# Los Barales
Los Barales est l'une des deux divisions territoriales et statistiques et l'unique paroisse civile de la municipalité de Tubores dans l'État de Nueva Esparta au Venezuela. Sa capitale est El Guamache.